# Meringopus pacificus
Meringopus pacificus är en stekelart som först beskrevs av Cresson 1879.  Meringopus pacificus ingår i släktet Meringopus och familjen brokparasitsteklar. Inga underarter finns listade i Catalogue of Life.